# Red Bull RB1
Red Bull RB1 je vůz formule 1 týmu Red Bull Racing nasazený pro rok 2005. Jezdili v něm Brit David Coulthard, Rakušan Christian Klien a Ital Vitantonio Liuzzi.